# Meatpacking District

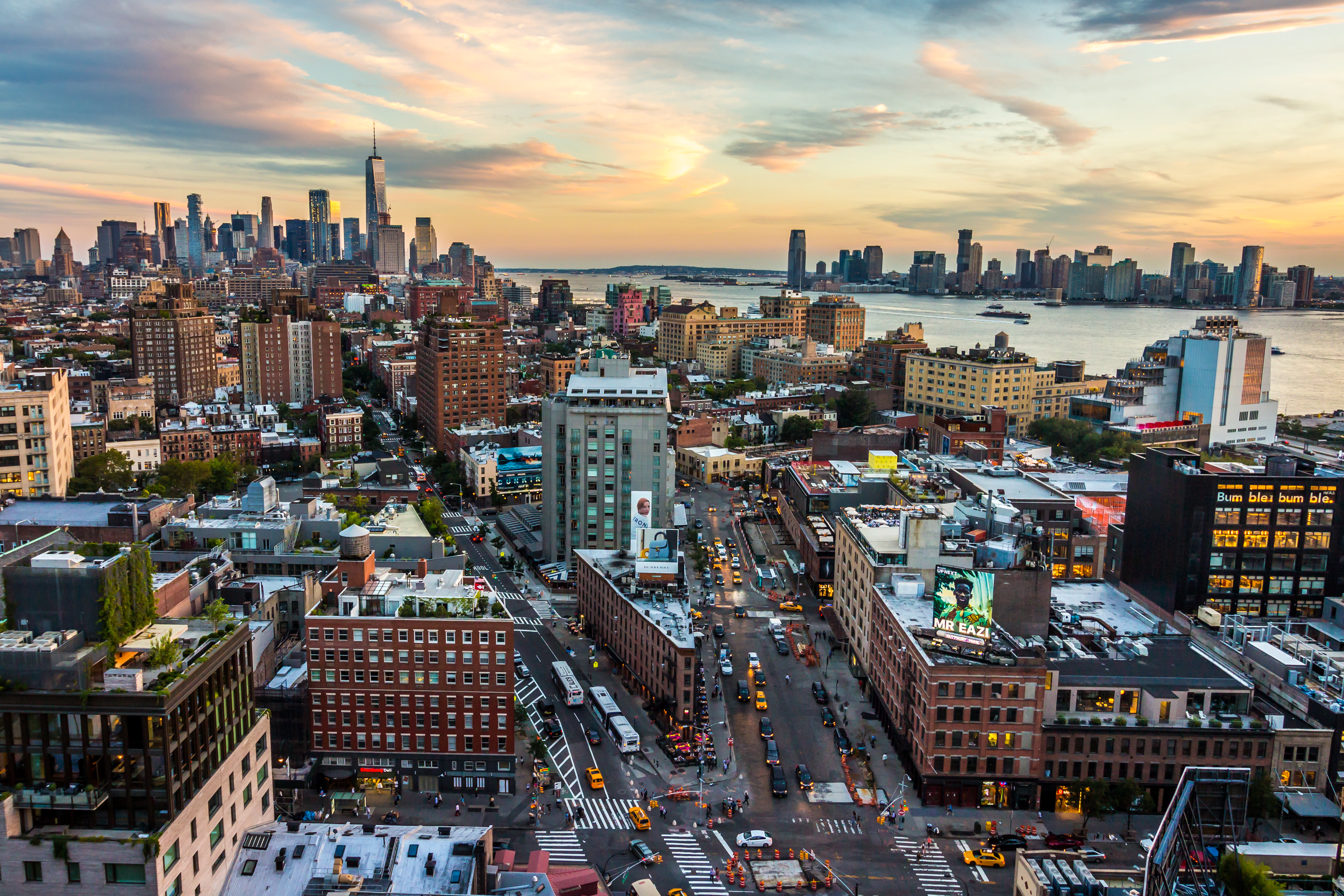
Meatpacking District, vorn (2017)

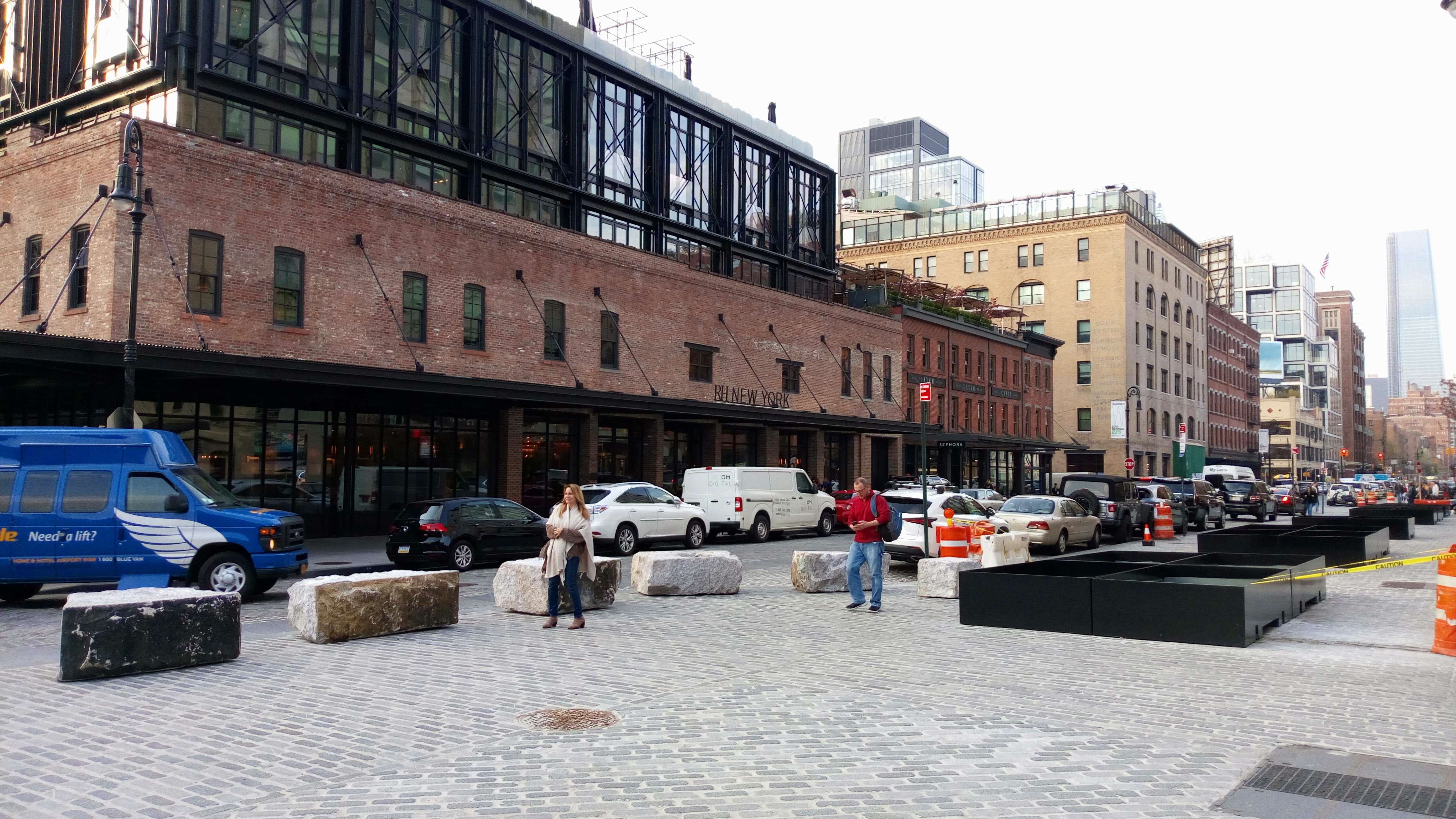
Ninth Avenue/Gansevoort Plaza

Der Meatpacking District, offiziell Gansevoort Market, ist ein gewerblich geprägtes Viertel im Südwesten des Stadtbezirks Manhattan in New York City, USA. Die zum Stadtteil Greenwich Village gehörende Nachbarschaft (Neighborhood) umfasst ein Areal von etwa 12 ha und hatte 2020 laut United States Census 87 Einwohner. Früher bekannt für eine Mischung aus Fleischfabriken, Nachtclubs und Prostitution, entwickelt es sich gegenwärtig durch Gentrifizierung zu einem Szeneviertel.

## Lage
Der Meatpacking District wird von der West 14th Street im Norden, der Hudson Street im Osten, der Gansevoort Street im Süden und vom Hudson River im Westen begrenzt. Benachbarte Viertel sind im Norden Chelsea sowie im Osten und Süden West Village. Entlang des Hudson Rivers befinden sich jenseits des West Side Highways (West Street) der Hudson River Park mit dem „Hudson River Greenway“, der Park Gansevoort Peninsula (Pier 53) und der 2021 eröffnete künstlich angelegte Park Little Island (Pier 55).
Die gemeinnützige Unternehmensallianz Meatpacking Business Improvement District (BID), die die ansässige Geschäftswelt unterstützt und die Attraktivität des Viertels fördert, hat einen erweiterten Betätigungsbereich, der sich im Norden bis zur West 17th Street in Chelsea, im Osten bis zur Eighth Avenue und im Süden bis zur Horatio Street auf knapp 30 ha erstreckt und unter anderem Pier 57 einschließt.

## Geschichte

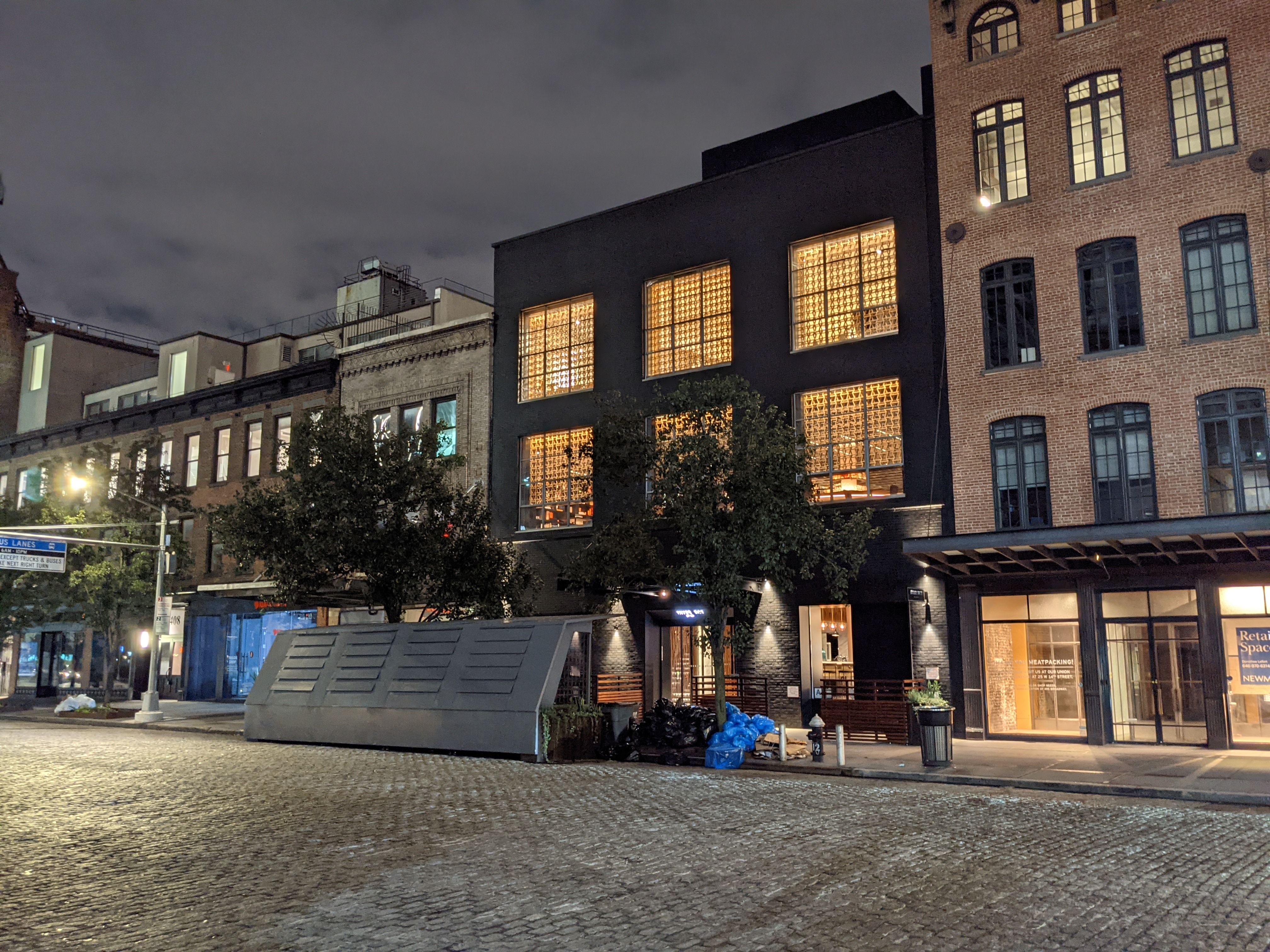
West 14th Street

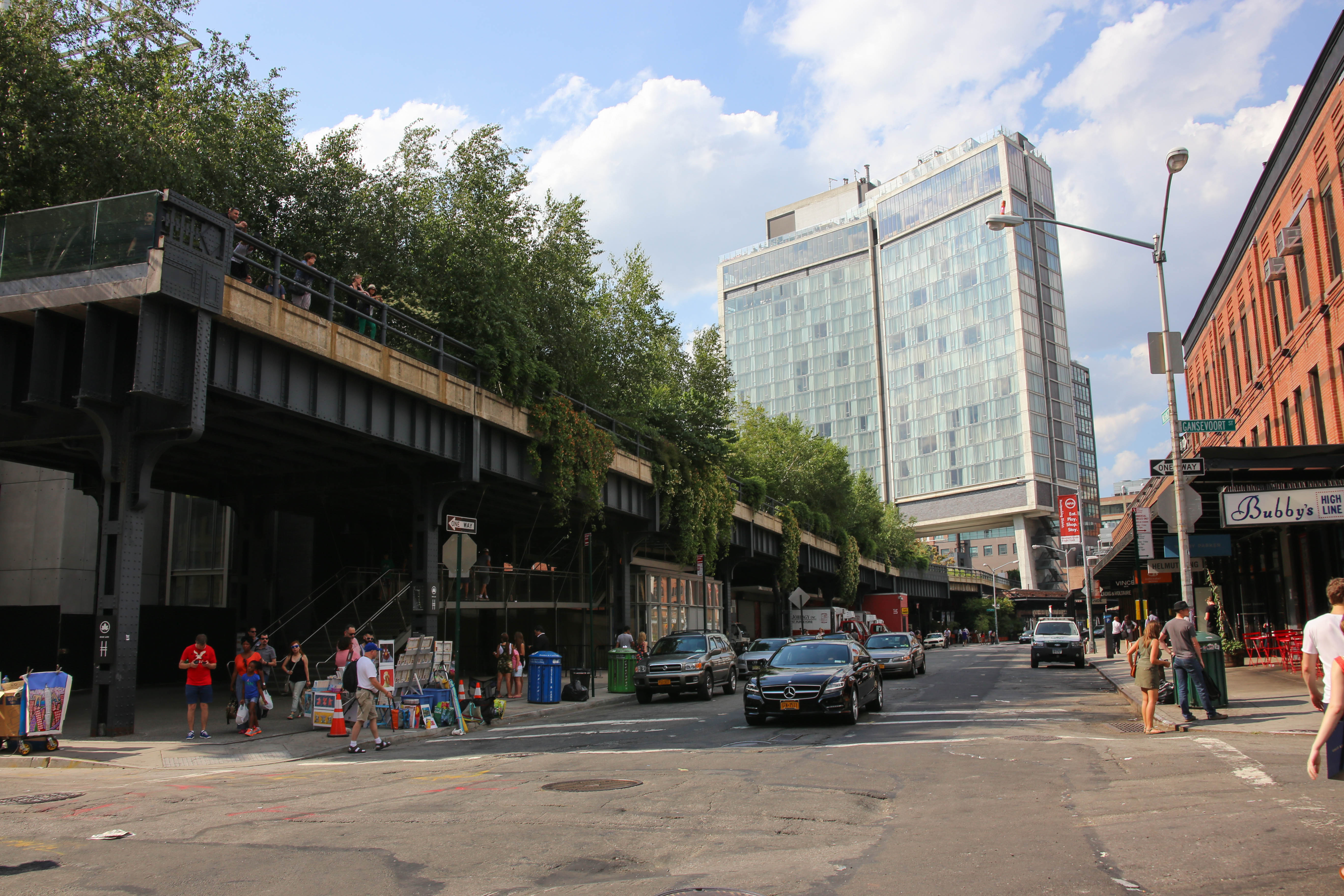
Beginn der High Line an der Gansevoort Street; hinten das über der High Line erbaute Hotel „The Standard“.

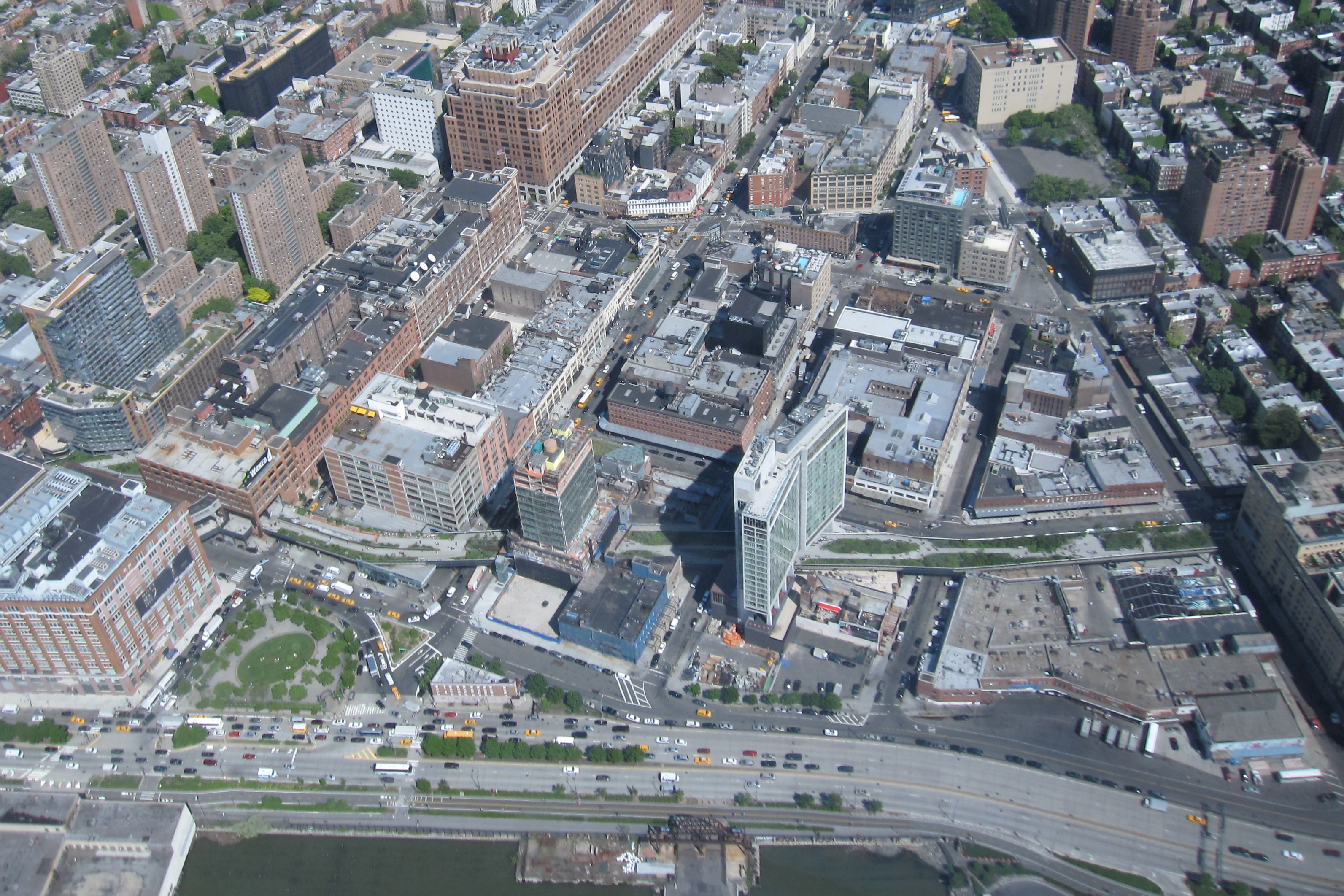
Meatpacking District, Mitte und rechts

Mit der Errichtung von Reihen- und Stadthäusern ab 1820 war das Gebiet zunächst eine Wohngegend. Ab 1840 entstanden begünstigt durch die Hudson River Railroad die ersten Wirtschaftsbetriebe und Märkte, darunter Eisenhütten und Leichtindustrie. Im Jahre 1884 wurde im Meatpacking District der nach Peter Gansevoort benannte Gansevoort Market begründet. Um 1900 waren im Meatpacking District rund 250 Schlachtbetriebe ansässig, die dem Viertel zu seinen Namen verholfen haben. In den 1930er Jahren produzierte man im Meatpacking District die drittgrößte Menge an zubereitetem Fleisch in den USA. 1949 eröffnete das Gansevoort Meat Center.
Seit Ende der 1990er Jahre findet durch eine Umstrukturierung und Gentrifizierung ein Wandel zum „Szene-Neighborhood“ statt. Im von industriellen Bauten geprägten Viertel siedeln sich seitdem viele Boutiquen, Einkaufsmärkte, Bars und Restaurants an, sodass mit Stand 2021 nur noch fünf Fleischverarbeitungsbetriebe vorhanden sind. 2004 beschleunigte das New York Magazine mit seinem Urteil „New York’s most fashionable neighborhood“ die Erfolgsstory des Meatpacking Districts weiter.
Die insbesondere auf Grund der industriellen Fleischproduktion und -verarbeitung notwendig gewordene High Line, eine von 1932 bis 1980 im Distrikt genutzte Hochbahntrasse, wurde seit 2006 aufwändig mit öffentlichen Mitteln zur linearen Parkanlage umgebaut. Der erste Teil der neuen Parkanlage von der Gansevoort Street bis zur 20th Street wurde 2009 eröffnet und anschließend bis 2019 abschnittsweise bis zu den Hudson Yards fertiggestellt. Die Hotels „Gansevoort“ und „The Standard“ zählen neben bekannten Restaurants und Clubs zu den touristischen Magneten der Region. 
Projekte wie die Umgestaltung der High Line machen das Viertel zudem attraktiv für die Kunstszene. So wurde zum Beispiel 2015 das neue Gebäude des Whitney Museum of American Art, entworfen von Renzo Piano, gegenüber dem Hauptaufgang zur High Line an der Gansevoort Street, eröffnet.
Als eine Reaktion auf neue, prestigeträchtige Bauprojekte gründete sich eine Bürgerinitiative, die 2004 den Bau eines 128 m hohen Luxusapartmentgebäudes verhinderte und erwirkte, dass ein zwölf Blocks umfassendes Areal des Meatpacking Districts unter Denkmalschutz gestellt wurde. Am 30. Mai 2007 wurde das Meatpacking District in das National Register of Historic Places aufgenommen. Es umfasst das gesamte Viertel mit 140 Gebäuden und weiteren Bauwerken.